# Stevo Todorčević
Stevo Todorčević (Mrkonjić Grad, 1955) é um matemático canadense-francês-sérvio, especialista em lógica matemática e teoria dos conjuntos. É Canada Research Chair professor da Universidade de Toronto e diretor de pesquisas no Centre national de la recherche scientifique (CNRS) em Paris.
Recebeu o Prêmio CRM-Fields-PIMS de 2012 e apresentou a Tarski Lectures de 2014. Foi Gödel Lecturer de 2016. Foi palestrante convidado do Congresso Internacional de Matemáticos em Berlim (1998: Basic problems in combinatorial set theory).

## Obras
Livros:
- com Argyros Spiros: Ramsey methods in analysis, Birkhäuser 2005
- Introduction to Ramsey spaces, Princeton University Press 2010
- Notes on forcing axioms, World Scientific 2014
- Partition problems in topology, American Mathematical Society 1989
- Topics in Topology, Springer Verlag 1997
- Walks on ordinals and their characteristics, Birkhäuser 2007

Artigos selecionados:
- A note on the proper forcing axiom, in: Axiomatic Set Theory, Boulder 1983, Contemporary Mathematics, Volume 31, 1984, p. 209–218
- Partitioning pairs of countable ordinals, Acta Mathematica, Volume 159, 1987, 261–294
- Trees and linearly ordered sets, in K. Kunen, R. Vaughan (Editores), Handbook of Set-theoretic Topology, Elsevier 1984, 235–293
- Oscillations of real numbers, in F. Drake, J. K. Truss (Editores), Logic Colloquium 86, Elsevier 1988, p. 325–331
- Compact subsets of the first Baire class, Journal of the American Mathematical Society, Volume 12, 1999, p. 1179–1212
- com Kechris, Pestov: Fraissé limits, Ramsey theory and topological dynamics of automorphism groups, Geom. Funct. Analysis, Volume 15, 2005, p. 106–189
- Combinatorial dichotomies in set theory, J. Symb. Logic, 17, 2011, 1–72
- Chain-condition methods in topology, Topology Appl., 101, 2000, 45–82
- Lipschitz maps on trees, J. Inst. Math. Jussieu, 6, 2007, 527–566
- Coherent sequences, in Foreman, Kanamori: Handbook of Set Theory, Springer Verlag 2010
- com Paul Larson: Chain conditions in maximal models, Fund. Math., Volume 168, 2001, p. 77–104
- com Paul Larson: Katetov´s Problem, Transactions AMS, 354, 2002, 1783–1791, Online